# 出屋敷站
出屋敷站（日语：／ Deyashiki eki */?）是位於兵庫縣尼崎市竹谷町，阪神電氣鐵道本線的車站。車站編號為「HS10」。

## 歷史
- 1905年（明治38年）4月12日 - 阪神本線開通，此站也同時啟用[1]。
- 1929年（昭和4年）4月14日 - 今津出屋敷線部分路段，即尼崎海岸線（此站至東濱之間1.7km）啟用[1]。
- 1951年（昭和26年）7月19日 - 尼崎海岸線高洲至東濱之間（0.7km）暫停運輸[1]。
- 1962年（昭和37年）12月1日 - 由於建設國道43號（第二阪神國道），使尼崎海岸線全線（1.0km）廢止[1]。同時使尼崎汽艇比賽場前站成為常設車站，設置了待避線[1]。
- 1994年（平成6年）1月23日 - 尼崎市內進行交通立體化工程，此站變為高架車站（下行線在1991年（平成3年）7月29日先行啟用）[1]。
- 2009年（平成21年）3月20日 - 本線取消準急班次，再沒有定期優等列車（日语：優等列車）停靠。
- 2014年（平成26年）4月1日 - 引入車站編號[2][3]。

## 車站構造

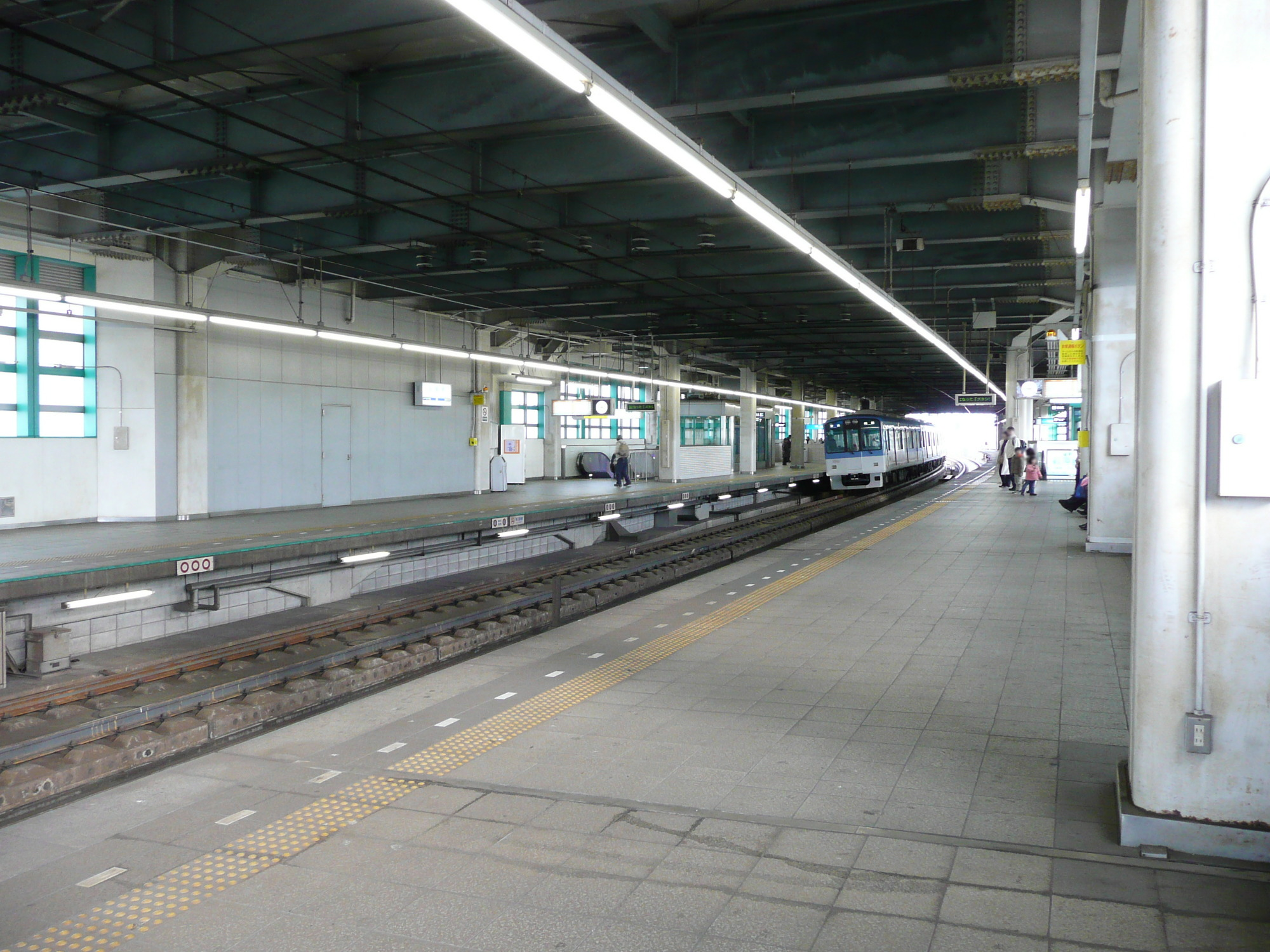
月台

車站是一座高架車站，設有2面2線的相對式月台。車站設有轉轍器和絶對信號機，被定義為停留所。2樓為閘口層，3樓為月台層。整個月台包含路軌部分都設有上蓋。東西兩邊各有一處閘口。

### 月台
| 月台 | 路線 | 上下行 | 方向                               |
| ---- | ---- | ------ | ---------------------------------- |
| 1    | 本線 | 上行   | 尼崎、大阪（梅田）、難波、奈良方向 |
| 2    | 本線 | 下行   | 神戸（三宮）、明石、姬路方向       |

※在站內沒有標示月台編號。但是在官方網站的站內圖中，上行月台為1號月台，下行月台為2號月台。月台可容納8卡阪神車廂，也可容納6卡近畿日本鐵道車廂。但是於此站停靠的營業列車中，只有4卡編成的列車。
| ← 梅田方向      | 出屋敷站配線略圖 | → 三宮、元町方向 |
| 图例 参考文献： |                  |                  |

## 使用狀況
在2018年度，1日平均上下車人次為12,071人。
以下為各年度1日平均乘車、上下車人次列表。
| 年度   | 1日平均 上下車人次 | 1日平均 乘車人次 | 參考資料 |
| ------ | ------------------ | ---------------- | -------- |
| 2001年 | 11,781             | 5,830            | [ 5 ]    |
| 2002年 | 11,059             | 5,550            | [ 5 ]    |
| 2003年 | 10,534             | 5,275            | [ 5 ]    |
| 2004年 | 10,101             | 5,000            | [ 5 ]    |
| 2005年 | 9,810              | 4,897            | [ 5 ]    |
| 2006年 | 9,611              | 4,755            | [ 6 ]    |
| 2007年 | 9,802              | 4,853            | [ 7 ]    |
| 2008年 | 10,235             | 5,036            | [ 8 ]    |
| 2009年 | 11,129             | 5,454            | [ 9 ]    |
| 2010年 | 11,184             | 5,515            | [ 10 ]   |
| 2011年 | 11,146             | 5,508            | [ 11 ]   |
| 2012年 | 10,865             | 5,358            | [ 12 ]   |
| 2013年 | 10,722             | 5,358            | [ 13 ]   |
| 2014年 | 10,873             | 5,428            | [ 14 ]   |
| 2015年 | 11,447             | 5,700            | [ 15 ]   |
| 2016年 | 11,594             | 5,828            | [ 16 ]   |
| 2017年 | 12,130             | 6,081            | [ 17 ]   |
| 2018年 | 12,071             | 6,034            | [ 18 ]   |

## 車站周邊

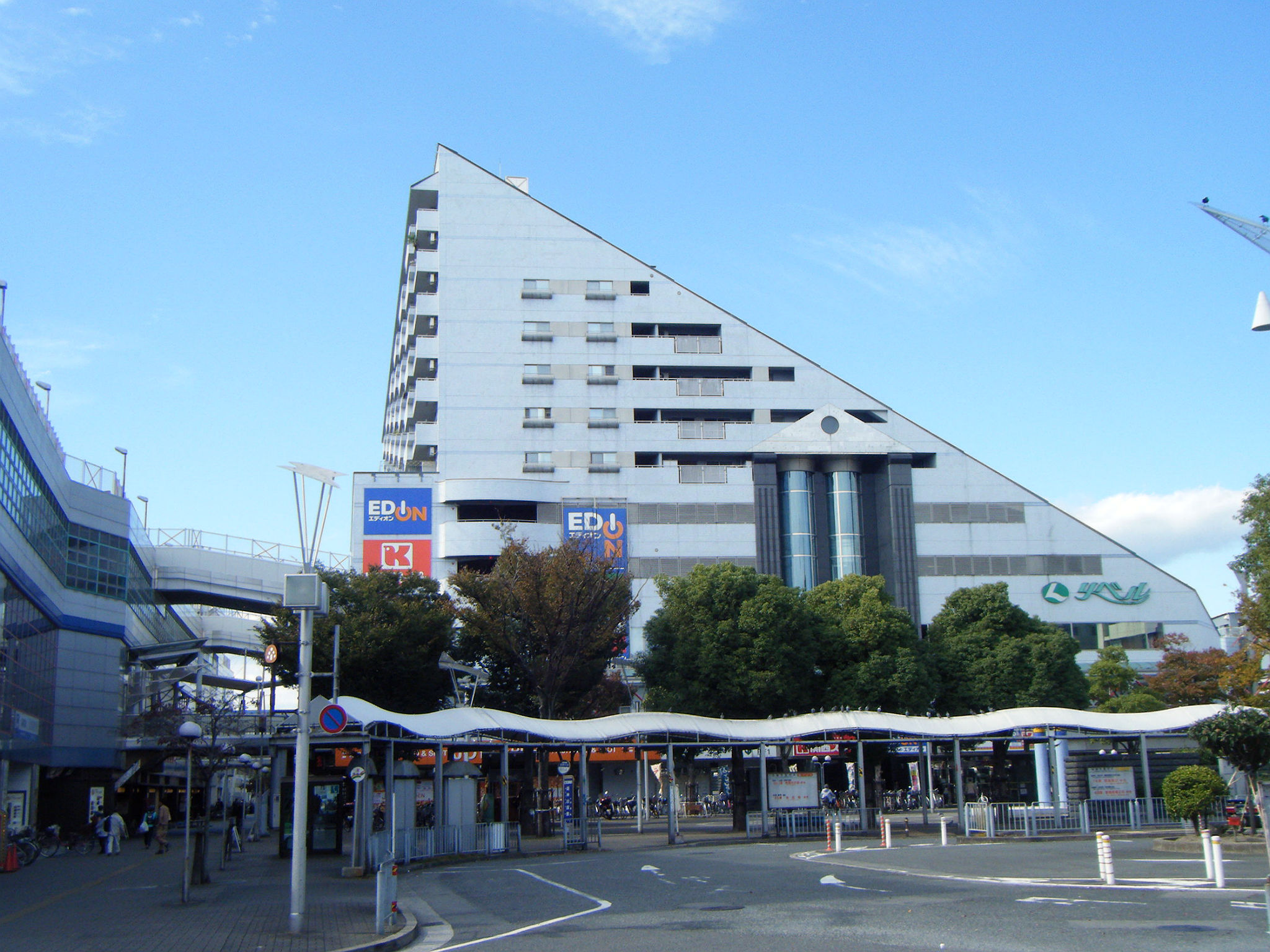
Riberu

此站位於尼崎市市中心的西邊，車站北邊的「出屋敷商店街」在1990年阪神本線高架化時進行市區更新。在此站至尼崎站之的路軌兩旁設有小販攤。在車站南邊工業地帶設有為工人而設的簡單住所、酒場、彈珠機店等娛樂場所，以及也設有公寓和商店街。在1980年代，該處為最頂盛時期，由於有許多在南部工業地帶的工人，因此車站附近人流一直持續到午夜。
在1990年市區更新後，一處商店的位於變成巴士乘車處。其餘商店改變為「Riberu」住宅，在2000年代以後，商店數目比之往只餘下約一成。
在附近商店一直減少的情況下，還保留了位於東、北方的商店街，名為尼崎中央·三和·出屋敷商店街。但是由於商店店主們的高齡化和經濟衰退，商店街的盛況不再。
- Riberu（日语：尼崎中央・三和・出屋敷商店街#リベル） - 鄰接此站，為綜合商業樓宇。於1990年3月21日啟用。
- 尼崎天滿座 （页面存档备份，存于）
- 尼寶館 - 位於車站南邊，在選拔高等學校棒球大會・全國高等學校棒球錦標賽學校校隊住宿的老牌旅館（2010年結業）[1]。
- 出屋敷公園
- 貴布禰神社（日语：貴布禰神社 (尼崎市)）
- 尼崎市消防局（日语：尼崎市消防局） 中消防署三和分署
- 尼崎出屋敷郵局
- 尼崎竹谷郵局
- 山月關西分社
- MonotaRO（日语：MonotaRO）總部

## 巴士路線
阪神巴士（前尼崎市營巴士路線） - 北口迴旋路內設有「阪神出屋敷」巴士站。
- 1號乘車處
  - 85號 - 前往末廣町（經道意、鶴町，只於平日早上運行）
- 2號乘車處
  - 14號 - 前往阪急塚口（經市政廳、JR立花(上)、立花分所、園田學園女子大學（日语：園田学園女子大学））
  - 49號 - 前往阪急武庫之莊（經市政廳、JR立花(下)、勞災醫院（日语：関西労災病院））
- 3號乘車處
  - 50號 - 前往JR尼崎(南)（經南警署西分廳舍（日语：尼崎南警察署）、稻葉莊1丁目、勞災醫院、JR立花(下)、市政廳、水道局（日语：尼崎市水道局）、尼崎綜合醫療中心（日语：兵庫県立尼崎総合医療センター）、波洲橋）
  - 50-2番 - 前往阪神杭瀨（在JR尼崎(南)前與50號線相同路線。在JR尼崎(南)後經工業高校（日语：兵庫県立尼崎工業高等学校）、杭瀨團地。只於平日運行）
- 4號乘車處
  - 80番 - 前往武庫川（經琴浦神社、大庄西）

阪神巴士 - 在北出口迴旋路內的「阪神出屋敷」和南出口的「出屋敷」巴士站。
- 北出口1號乘車處、路上南行
  - 尼崎體育之森線 - 前往尼崎體育之森（日语：尼崎スポーツの森）（經末廣町，大部分路線與85號線相同）

## 相鄰車站
阪神電氣鐵道
 本線
■■直通特急、■特急、■區間特急、■快速急行、■急行、■區間急行
通過
■普通
尼崎（HS 09）－出屋敷（HS 10）－尼崎汽艇比賽場前（HS 11）

### 曾經存在的路線
阪神電氣鐵道
尼崎海岸線
出屋敷－高洲

## 注腳
1. 1 2 3 4 5 6 7 8 9 10 11 12 13 14 15 16  . 神戶新聞綜合出版中心. 2012-12-10: 48-49. ISBN 9784343006745.
2. ↑   (PDFlink) (新闻稿). 阪神電氣鐵道株式會社. 2013-04-30  [2016-04-08]. （原始内容存档 (PDF)于2019-06-17）.
3. ↑  . 讀賣新聞（大阪晨報） (讀賣新聞大阪本社). 2014-03-20: p.32.
4. ↑  . 図説 日本の鉄道. 川島令三 編著. 講談社. 2009. ISBN 978-4-06-270017-7. 29頁
5. 1 2 3 4 5  尼崎市統計書（平成18年）PDF
6. ↑  尼崎市統計書（平成19年）PDF
7. ↑  尼崎市統計書（平成20年）PDF
8. ↑  尼崎市統計書（平成21年）PDF
9. ↑  尼崎市統計書（平成22年）PDF
10. ↑  尼崎市統計書（平成23年）PDF
11. ↑  尼崎市統計書（平成24年）PDF
12. ↑  尼崎市統計書（平成25年）PDF
13. ↑  尼崎市統計書（平成26年）PDF
14. ↑  尼崎市統計書（平成27年）PDF
15. ↑  尼崎市統計書（平成28年）PDF
16. ↑  尼崎市統計書（平成29年）PDF
17. ↑  尼崎市統計書（平成30年）PDF
18. ↑  尼崎市統計書（令和元年）PDF

## 外部連結
- 出屋敷（路線圖、車站資訊） - 阪神電氣鐵道